# Rio Ebro
O rio Ebro (grego: Ίβηρ, latim: Iberus, catalão: Ebre) é um dos maiores rios da Espanha e da Península Ibérica. Nasce em Fontibre, na Cordilheira Cantábrica (Cantábria), e percorre Miranda do Ebro, Logroño, Saragoça, Flix, Tortosa, Amposta e acaba num delta a desaguar no mar das Baleares (parte do mar Mediterrâneo), na província de Tarragona. É o maior rio inteiramente em solo espanhol.
O seu nome latino: Hiberus Flumen, parece estar relacionado com o nome da península e o dos seus habitantes pré-romanos, os Iberos. Ebro em árabe deve ser transcrito como Ibru. Pode também estar relacionado com a palavra basca ibar (que significa «vale»).
De acordo com um antigo plano hidrológico espanhol, entretanto rejeitado, as águas do Ebro deveriam ser canalizadas e desviadas em parte para abastecer as comunidades autónomas de Valência e Múrcia.
Durante a Guerra Civil Espanhola (1936–1939) foi travada nas suas margens uma das mais decisivas batalhas — a batalha do Ebro.

## Características

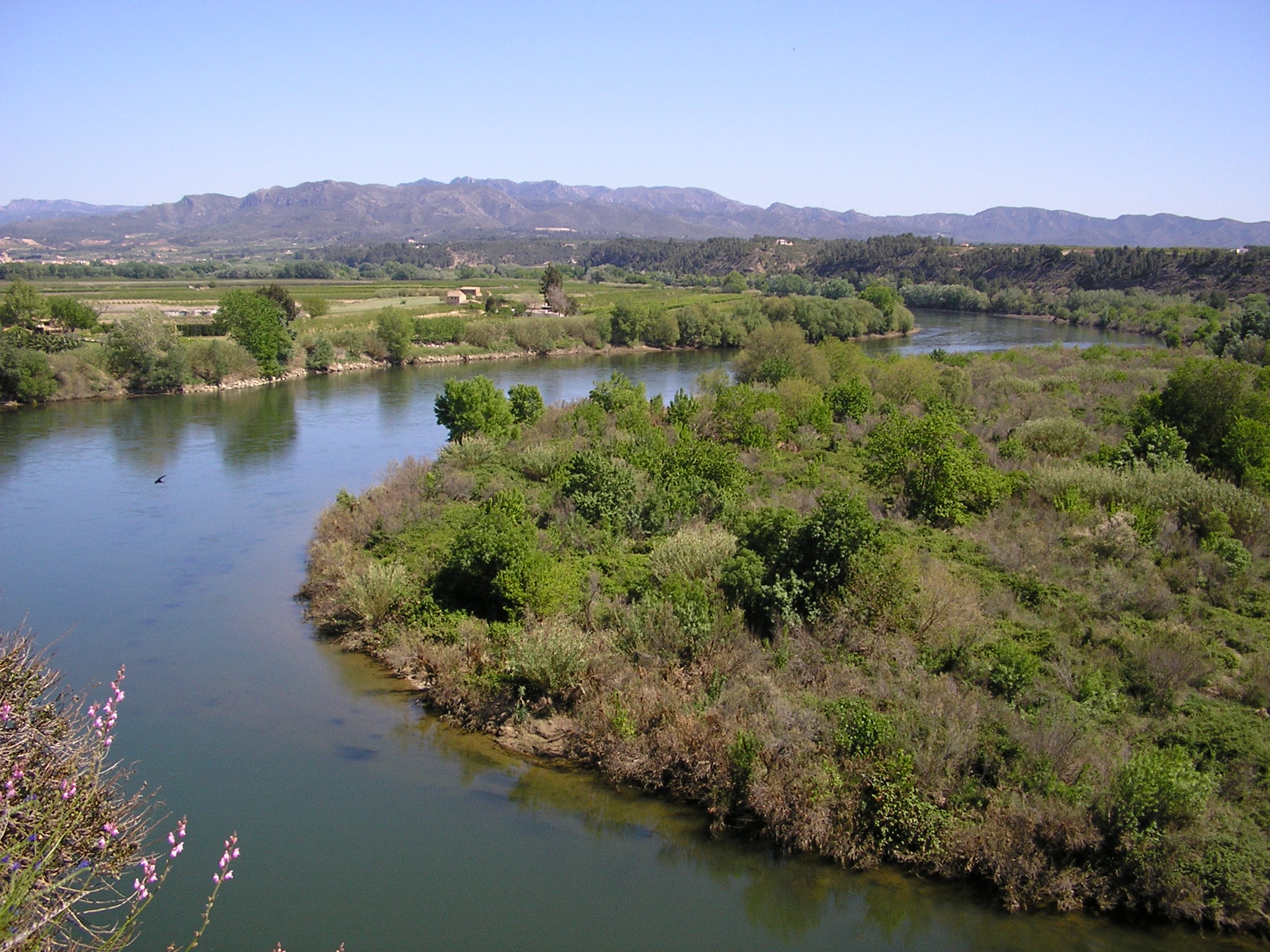
O Ebro perto de Miravet, província de Tarragona.

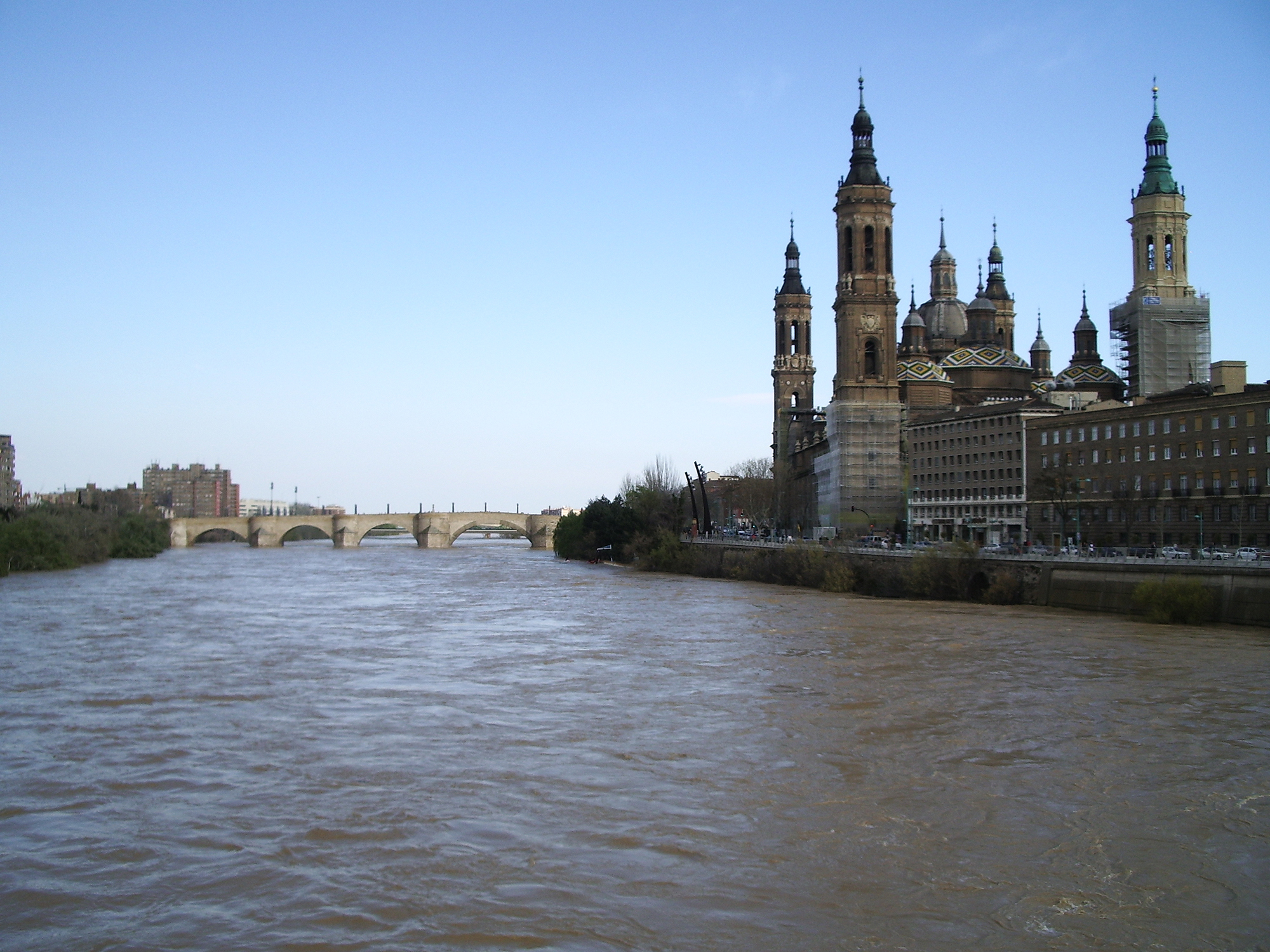
O Ebro em Saragoça.

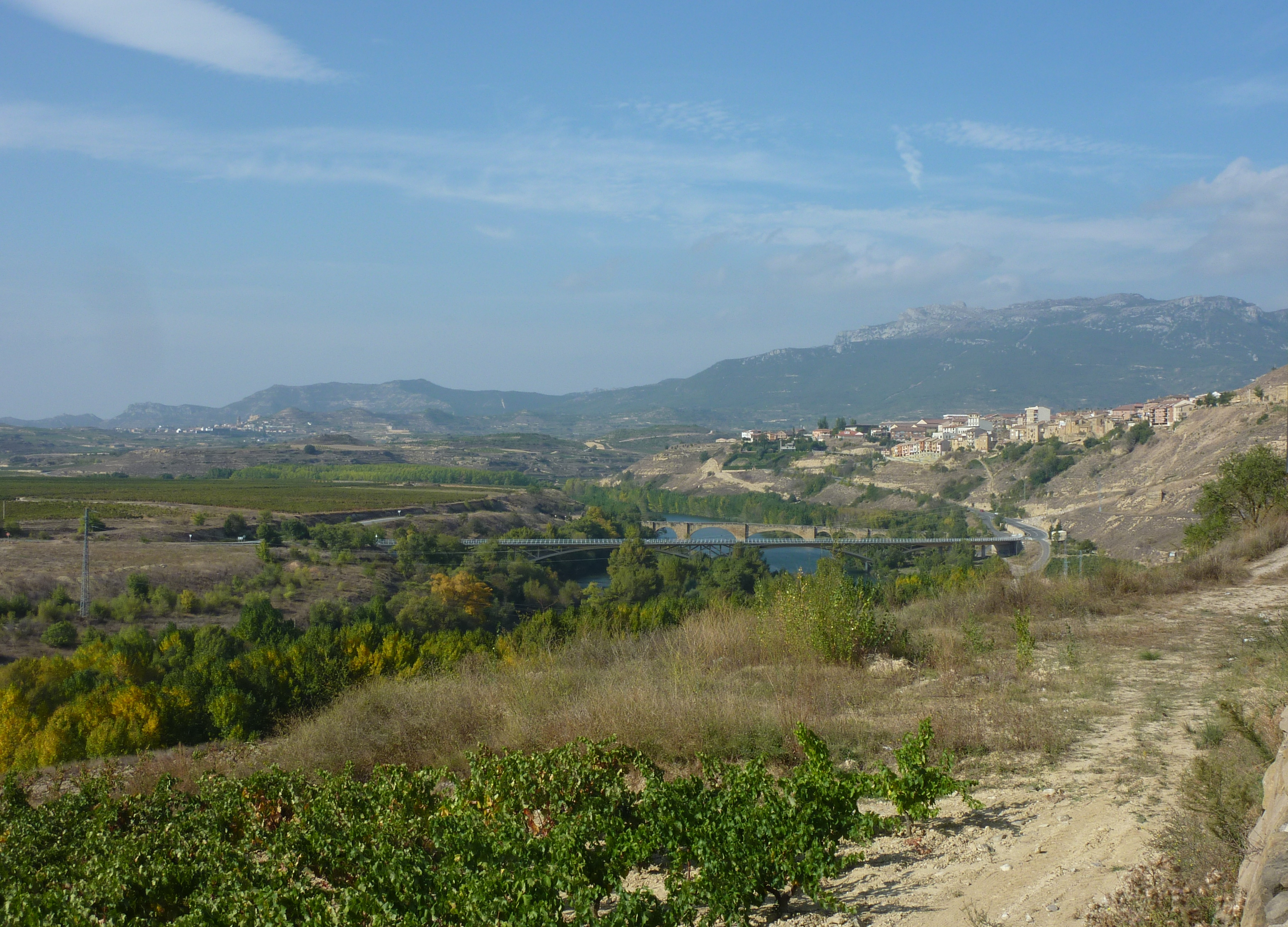
O Ebro em La Rioja.

Nasce em Fontibre, perto de Reinosa, na Cantábria, percorrendo Miranda de Ebro, Haro, Logroño, Calahorra, Alfaro, Tudela, Alagón, Utebo, Zaragoza, Caspe, Tortosa e Amposta. Os principais maciços montanhosos que delimitam a sua bacia são os Pirenéus a norte, o Sistema Ibérico a sul e os Picos de Europa na sua origem.
O Ebro percorre o Valle de Campoo e a localidade cantábrica de Reinosa, até chegar a norte da província de Burgos, onde banha Miranda de Ebro. Posteriormente entra em La Rioja por Las Conchas, lugar onde antigamente se encontrava a laguna de Bilibio ao ficar o rio bloqueado pelos Montes Obarenes; continua o seu percurso entre amplos meandros por Haro e Labastida para dirigir-se depois para Logroño, Calahorra, Alfaro e entrar na Comunidade Foral de Navarra banhando Castejón, Tudela, El Bocal, Ribaforada, Cabanillas, Fustiñana e Buñuel até entrar em Aragão, onde banha as localidades de Gallur, Alagón, Torres de Berrellén, Utebo, Saragoça, Caspe e Mequinenza; e por último chega à Catalunha atravessando Riba-roja de Ebro, Flix, Ascó, Mora de Ebro, Cherta, Tortosa, Amposta, San Jaime de Enveija e Deltebre (La Cava e Jesús i Maria) (La Cava y Jesús i Maria), onde deságua.
Deságua assim no mar Mediterrâneo (Deltebre vem de Delta do Ebro), próximo a Tortosa e a Amposta, última cidade por onde passa, ambas na província de Tarragona, formando um delta onde a ilha de Buda divide a corrente em dois braços principais (Golas Norte e Sul). O delta do Ebro cobre 330 km² — 20% são áreas naturais e a área restante é agrícola e urbana; os campos de arroz no delta cobrem cerca de 21 000 ha.
O Ebro sofre as suas enchentes mais frequentes na estação fria, de outubro a março, mas por vezes prolongam-se no trecho final até maio; as de estação fria costumam estar ligadas ao regime pluvial oceânico, enquanto as ocorridas na primavera provêm do degelo dos Pirenéus. As secas produzem-se no verão, de julho a outubro, em Miranda de Ebro e de fins de agosto e inícios de setembro em Tortosa.
As águas do Ebro aproveitam-se em numerosos pontos para o regadio mediante os canais Imperial e o de Tauste. O seu caudal é regulado pelas represas de Ebro, Mequinenza e Ribarroxa. Essas fazem com que presentemente o delta sofra um fenómeno geológico chamado regressão, porque detêm os sedimentos que deveriam chegar à foz.
O Ebro é um rio caudaloso mas com caudal irregular, tendo em finais do verão fortes estiagens e na primavera, com o degelo pirenaico, apresenta o seu máximo caudal. Em Tortosa chegou a ter caudal de 32 m³/s em período de seca e mais de 10 000 m³/s em algumas enchentes.

### Afluentes principais

#### Margem esquerda
- Rio Nela
- Rio Jerea
- Rio Bayas
- Rio Zadorra
- Rio Ega
- Rio Aragón 1300 hm³/ano, sem contar o aporte do Eska
  - Rio Candanchú
  - Rio Estarrún
  - Rio Aragón Subordán
  - Rio Veral
  - Rio Eska
  - Rio Onsella
  - Rio Irati
  - Rio Arga 250 hm³/ano
- Rio Arba
- Rio Gállego 1000 hm³/ano
  - Rio Aurín
  - Rio Escarra
  - Rio Caldares
  - Rio Aguas Limpias (suporta o pântano da Sarra)
  - Rio Guarga
  - Rio Asabón
  - Rio Sotón
- Rio Segre
  - Rio Valira
  - Rio Noguera
  - Rio Cinca 1615 hm³/ano

#### Margem direita
- Rio Oca
- Rio Oja
- Rio Tirón
- Rio Najerilla (suporta a represa de Mansilla)
- Rio Iregua
  - Rio Lumbreras
  - Rio Montenegro
  - Rio Albercos
  - Rio Blanca
- Rio Leza
- Rio Cidacos
- Rio Alhama
  - Rio Añamaza
  - Rio Linares
- Rio Queiles 20 hm³/ano
- Rio Huecha 40 hm³/ano
- Rio Jalón 650 hm³/ano
  - Rio Isuela
  - Rio Aranda
  - Rio Ribota
  - Rio Jiloca
  - Rio Piedra
  - Rio Najima
  - Rio Deza
  - Rio Manubles
- Rio Huerva 35 hm³/ano
- Rio Aguas Vivas 35 hm³/ano
  - Rio Moyuela
- Rio Martín 60 hm³/ano
- Rio Guadalope 250 hm³/ano
  - Rio Guadalopillo
- Rio Matarraña 50 hm³/ano
  - Rio Algas

### Outros artigos
- Batalha do Ebro